# Centro Svizzero
El Centro Svizzero es un edificio de Milán en Italia situado en el nº 2 de la via Palestro.

## Historia
La construcción del edificio fue establecida luego a la destrución de la primera sede del Schweizer Verein de Milán durante el bombardeo del 14 de febrero de 1943. Un concurso privado convocado en el 1947 fue ganado por el diseño desarrollado por los arquitectos Armin Meili y Giovanni Romano. Los trabajos comenzaron en el 1949 y fueron acabados en el 1952.

## Descripción
La torre del complejo tiene 80 metros de altura.